# Louis-Jean-Antoine Héret
Louis-Jean-Antoine Héret est un architecte français né le 2 septembre 1821 à Paris, ville où il est mort le 6 mars 1899.

## Biographie
Louis-Jean-Antoine Héret fut un élève d'Hippolyte Lebas. Parmi les principaux éléments de sa biographie, on peut rappeler qu'il a été médaillé à l'Exposition universelle de 1878 et qu'il fut architecte de la Ville de Paris. Il fut en particulier chargé, après l'annexion de la commune de Belleville à Paris, de construire entre 1863 et 1880, l'église Notre-Dame de la Croix de Ménilmontant.